# Berthier-sur-Mer
Berthier-sur-Mer es un municipio canadiense situado en la provincia de Quebec.

## Superficie
Berthier-sur-Mer tiene una superficie de 26,85 km².

## Demografía
En 2021, tenía 1744 habitantes, una densidad poblacional de 65 hab./km², y 939 viviendas.